# Pegaz (album)
Pegaz – album studyjny polskiego rapera Kizo. Wydawnictwo ukazało się 26 kwietnia 2019 roku, nakładem wytwórni muzycznej Soul Records.
Nagrania uzyskały status złotej płyty (2020). Album dotarł do drugiego miejsca listy sprzedaży OLiS.

## Lista utworów
Opracowano na podstawie materiału źródłowego.
1. „Intro dzieło”
2. „Pegaz”
3. „Artysta z blizną” (gościnnie: Jano PW, Szpaku)
4. „Aperol”
5. „Jacuzzi na 42” (gościnnie: Bonus RPK)
6. „Przyjemniaczki”
7. „Banger king”
8. „Ogień” (gościnnie: Gedz)
9. „Mr. Gino” (gościnnie: Kaz Bałagane, Paris Platynov)
10. „Taki zwyczaj” (gościnnie: Wac Toja)
11. „Życie jest piękne” (gościnnie: Tymek)